# Parc Municipal de Benicalap

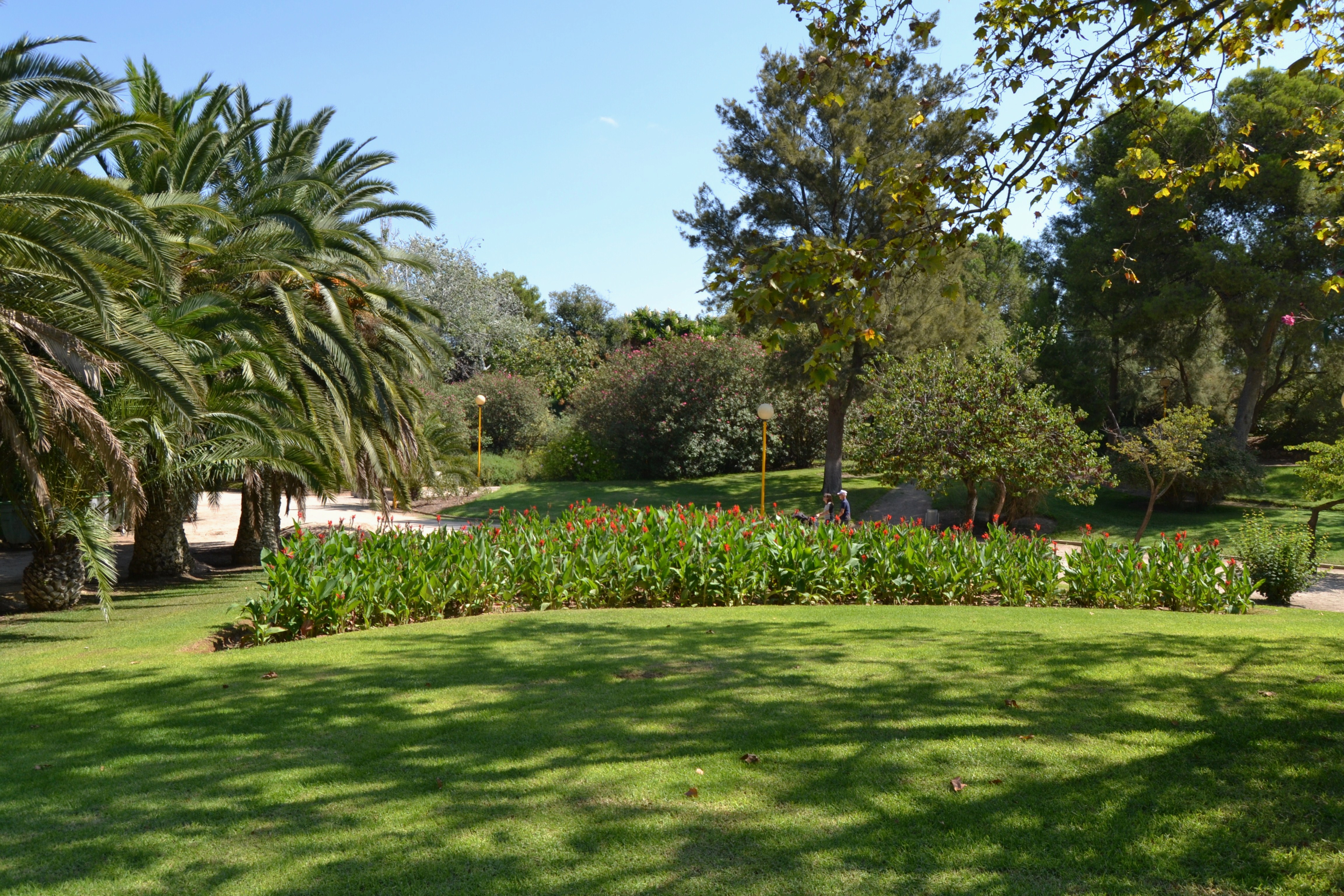
Parc de Benicalap

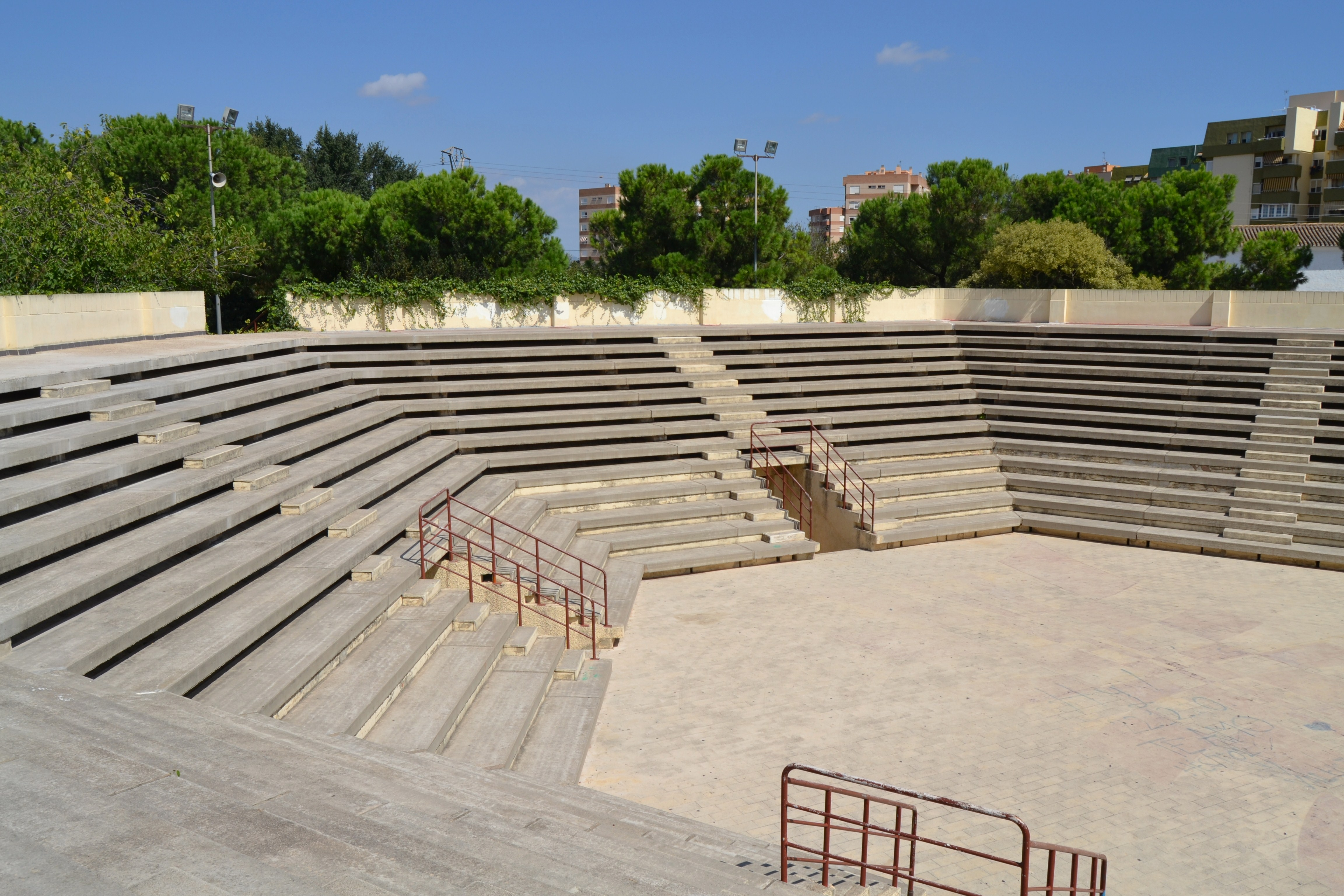
Teatre del parc

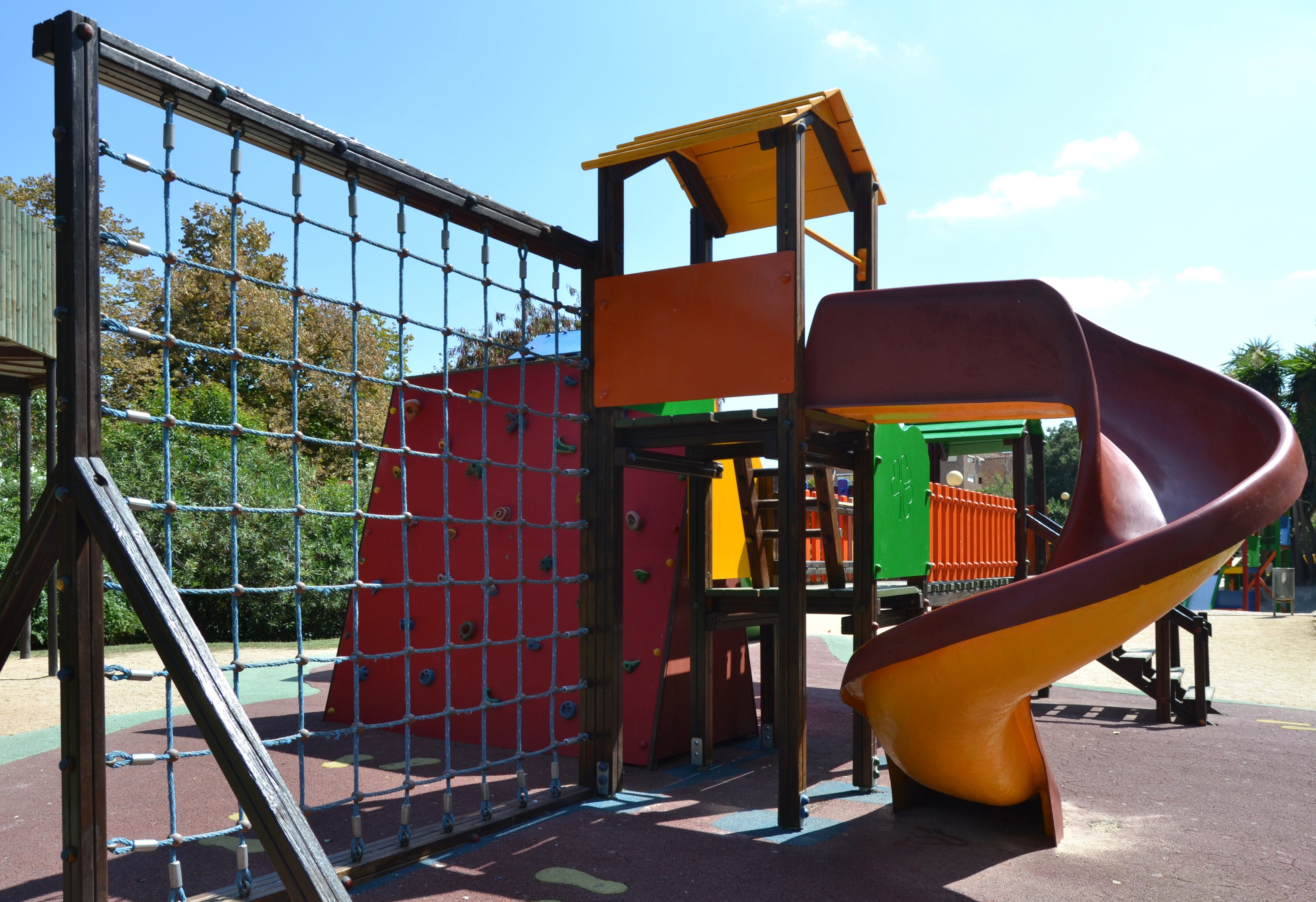
Parc de jocs infantil

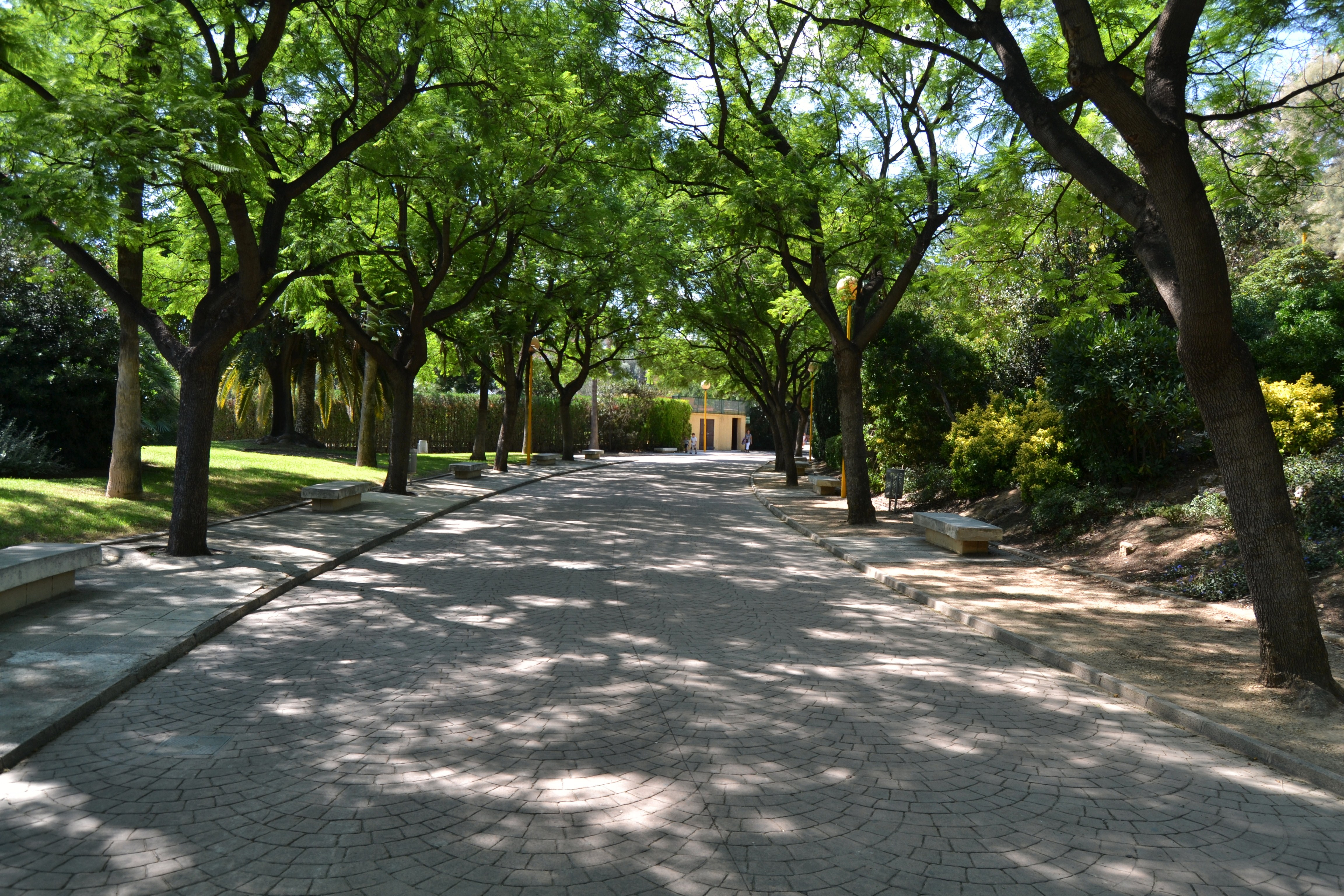
Passeig

El parc de Benicalap és un jardí públic urbà situat al barri de Benicalap, al nord-oest de la ciutat de València.

## Història
Els terrenys on se situa el parc pertanyien anteriorment al ministeri d'Agricultura, a on tenia una estació d'horticultura dedicada a la investigació i experimentació. L'Ajuntament de València va adquirir els terrenys l'any 1975 per a la creació d'un parc, però no va ser fins a 1981 quan va començar la seua construcció. L'any 1984 l'alcalde de la ciutat en eixe moment, Ricard Pérez Casado, va inaugurar el parc.

## Localització
El parc es troba al nord-oest de la ciutat, situat al barri de Benicalap entre l'avinguda de Burjassot a l'oest, i el carrer de l'Alqueria dels Moros al nord, el carrer Louis Braille al sud i el carrer Francisco Morote Greus a l'oest. El parc toca a Benicalap a l'est i sud, a la Ciutat Fallera al nord i està molt a prop de llindar amb Burjassot a l'oest. És l'únic jardí de grans proporcions del barri de Benicalap.

## Infraestructures
El parc de Benicalap, a més de la seua àmpla zona enjardinada, compta amb una piscina descoberta de grans proporcions, un camp de futbol de gespa artificial, pistes de tennis i frontó, dos camps de futbet, i zona per jugar a bitlles. Afegit a les diverses zones esportives hi ha zones de joc infantil, entre les quals cal destacar la Casa de Tarzan (una casa dalt d'un arbre de grans proporcions, ara mateix inutilitzada per la seua perillositat) i el tobogan gegant (un gran tobogan amb uns 10 metres de caiguda i 30 metres d'amplària). També compta amb un teatre a l'aire lliure. A més a més, disposa de dues estacions de tramvia, la de Florista i la de Palau de Congressos.
En total, la superfície del parc són 80.000 metres ².

## Zona enjardinada
La major part del parc està compost per la zona enjardinada. A la seua construcció es van utilitzar tècniques noves para la seua època, tant a la jardineria com als sistemes de manteniment.
El jardí es basa en dos tossals d'una alçària considerable, dels que baixen dos torrents d'aigua. El torrent sud acaba a un xicotet llac, i compta amb una passarel·la-pont que el creua. El torrent nord compta amb una cascada per baix la qual passa un camí. Per la part interior dels tossals hi ha diversos camins que els creuen, tots ells de terra. A aquesta zona hi ha una gran quantitat d'arbres de grans proporcions, donant una sensació de bosc.
Rodejant els dos tossals hi ha un camí de  llambordes, que fa de passeig central del parc, i a més comunica les tres portes principals d'aquest. A la part exterior del passeig es poden trobar més zones verdes, a més d'un roserar. Aquestes zones exteriors tenen menys frondositat que les interiors, i es poden trobar ha diversos templets i construccions diverses.